# Реформистки юдаизъм
Реформисткият юдаизъм е общо наименование на 2 самостоятелни деноминации в юдаизма - американския реформистки юдаизъм и британския реформистки юдаизъм.
Те се формират в резултат на Реформисткото движение в юдаизма, възникнало през XIX век и поставящо си за цел модернизацията на юдаизма и адаптирането му към Западната култура. Днес двете течения на реформисткия юдаизъм са част от Световния съюз за прогресивен юдаизъм.